# 卡洛斯·曼努埃尔·德·塞斯佩德斯机场
卡洛斯·曼努埃尔·德·塞斯佩德斯机场（IATA：BYM，ICAO：MUBY）是服务于古巴格拉玛省巴亚莫市的一座支线机场。机场以卡洛斯·曼努埃尔·德·塞斯佩德斯命名。

## 航线和目的地
| 航空公司       | 目的地 |
| -------------- | ------ |
| Aero Caribbean | 哈瓦那 |